# Портрет Михаила Фёдоровича Влодека
«Портрет Михаила Фёдоровича Влодека» — картина Джорджа Доу и его мастерской из Военной галереи Зимнего дворца.
Картина представляет собой погрудный портрет генерал-майора графа Михаила Фёдоровича Влодека из состава Военной галереи Зимнего дворца.
С начала Отечественной войны 1812 года полковник Влодек был флигель-адъютантом, числился в лейб-гвардии Конном полку и состоял в Свите императора Александра I, был заподозрен в шпионаже в пользу французов и отослан от Главной квартиры в армию; отличился в сражении при Красном. Во время Заграничных походов блестяще проявил себя в битве под Кульмом, за что получил чин генерал-майора, в Битве народов под Лейпцигом и при штурме Монмартрских высот Парижа .
Изображён в генеральском мундире, введённом для кавалерийских генералов 6 апреля 1814 года. Слева на груди звезда ордена Св. Анны 1-й степени; на шее крест ордена Св. Владимира 3-й степени; ниже по борту мундира кресты прусского ордена Красного орла 2-й степени и австрийского ордена Леопольда 2-й степени; справа на груди крест ордена Св. Георгия 4-го класса, серебряная медаль «В память Отечественной войны 1812 года» на Андреевской ленте, бронзовая дворянская медаль «В память Отечественной войны 1812 года» на Владимирской ленте, кресты французского ордена Св. Людовика, неопознанного ордена и баварского Военного ордена Максимилиана Иосифа 3-й степени. Подпись на раме: М. Ѳ. Влодекъ, Генералъ Маiоръ. Неопознанная награда, по мнению А. А. Подмазо, является вюртембергским орденом «За военные заслуги». Влодек был им награждён в 1814 году, и изображённая лента очень похожа на ленту этого ордена, хотя форма креста не соответствует.
7 августа 1820 года Комитетом Главного Штаба по аттестации Влодек был включён в список «генералов, служба которых не принадлежит до рассмотрения Комитета» и 10 февраля 1822 года император Александр I приказал написать его портрет. Гонорар Доу был выплачен 4 апреля и 29 декабря 1824 года. Готовый портрет был принят в Эрмитаж 7 сентября 1825 года.